# Arrecife Cuarteron
El arrecife Cuarteron (en chino: 华阳礁; en tagalo: Calderon; en vietnamita: đá Châu Viên) es un arrecife situado en las coordenadas geográficas (8.88333° N 112.85139° E) , en el extremo este de los Arrecifes Londres en las Islas Spratly del Mar de China Meridional.
Es controlado por China como parte de Sansha , y reclamado por Filipinas (como parte de Kalayaan, Palawán), además de por Vietnam y Taiwán. Cuenta con una plataforma de suministros y una fortaleza arrecife. La plataforma tiene cañones antiaéreos, cañones navales, radares de búsqueda y equipos de comunicaciones de radio. 
China lo ocupa desde 1988 y las denomina oficialmente Huayang Jiao.  Es de 5,4 km de largo y un máximo de 1,4 km de ancho de este a la dirección oeste. Aparte de algunas rocas en el norte, con 1,2 a 1,5 m por encima del agua durante la marea alta, el atolón queda seco durante la marea baja. En marzo de 2014 se inició una amplia ganancia de tierras al mar, llegando a una superficie que va de 25 o 40 hectáreas según la fuente.